# Alsókomána község
Alsókomána község (románul: Comuna Comăna) község Brassó megyében, Romániában. Központja Alsókomána, beosztott falvai Felsőkomána, Felsőtyukos, Királyhalma.

## Népessége
A 2011-es népszámlálás adatai alapján a község népessége 2721 fő volt.